# Giraglia
L'isola di Giraglia è un'isola della Corsica situata all'estremità settentrionale del Capo Corso, a circa un miglio di distanza dall'abitato di Barcaggio nel comune di Ersa davanti alla foce del torrente Acqua Tignese.
Centro della pesca al corallo, tuttora ha un ecosistema raro protetto dall'associazione Natura 2000. L'isolotto era vicino ai flussi di commercio dell'Impero Romano, come testimoniano le ricerche svolte nel 1988 tra la Corsica e Giraglia da Michel Oliva e le successive ricerche archeologiche tra il 1994 e il 1999.

## La torre genovese

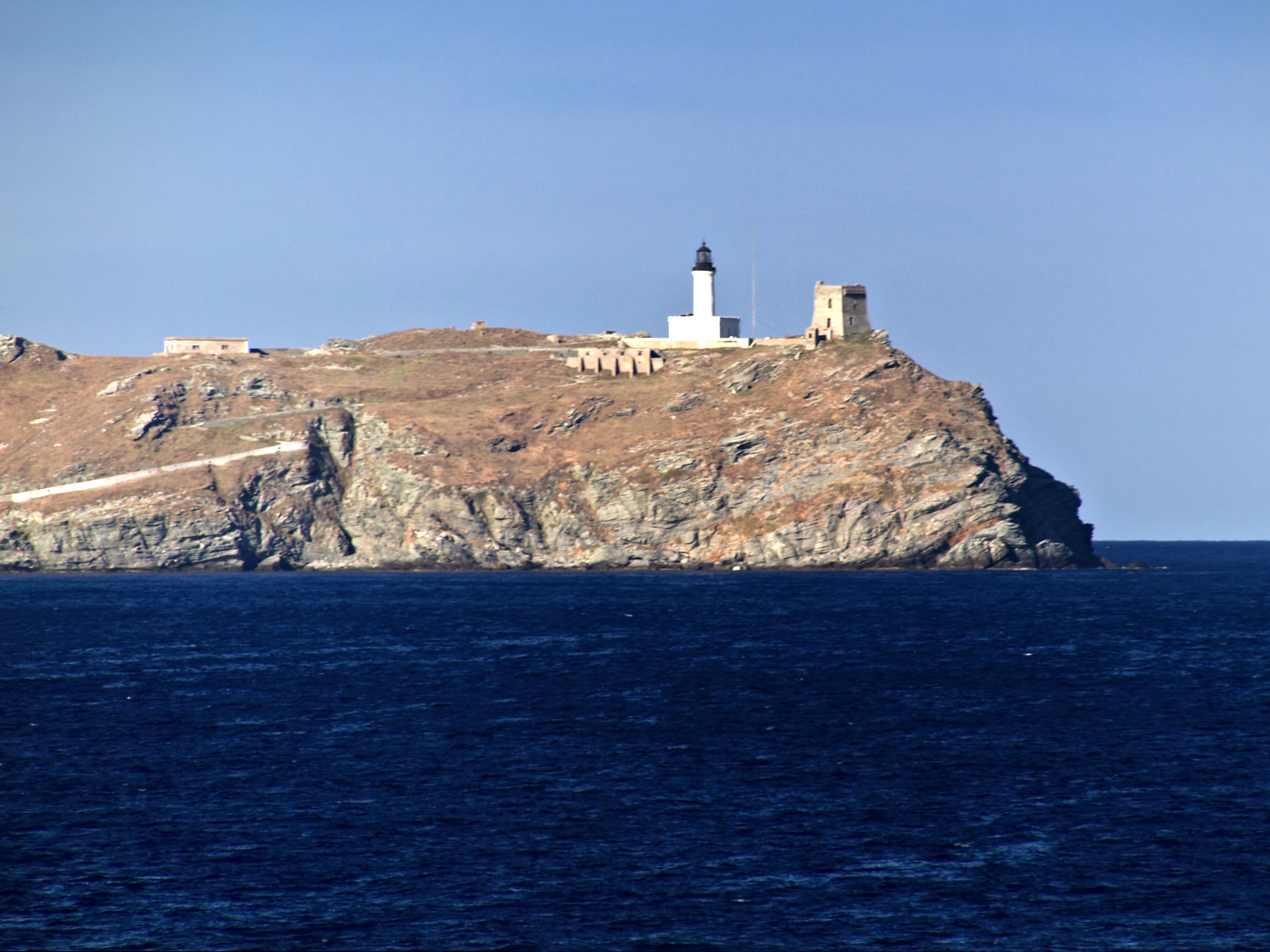
Il faro e la torre genovese

La decisione di costruire una torre di avvistamento venne presa dai dominatori genovesi nel 1500 per difendere il litorale dai possibili attacchi pisani. La decisione fu presa ufficialmente nel 1582 dal signore caporsino Don Cristofaro Tagliacarne e dal governatore genovese Stefano Passano, con l'accordo con la popolazione locale. Il 6 ottobre 1583, vennero presi gli accordi per la costruzione con l'Ufficio della Costruzioni delle Torri, e nel luglio 1584 incominciarono i lavori di costruzione.
I lavori furono diretti dall'architetto Domenico Pelo il fatto di costruire sull'isolotto ha ritardato la costruzione. Nella lettera del 29 luglio 1584, Don Tagliacarne informa il nuovo governatore genovese, Cattaneo de Marini, delle difficoltà di trasporto del materiale da costruzione da Bastia a Giraglia chiedendo più tempo per i lavori. Il Pelo ricevette una risposta negativa, il governatore inviò al Senato della Repubblica di Genova la designazione di Bartolomeo di Sarzana come futuro capo della torre.
Malgrado i lamentati problemi di approvvigionamentio, l'edificio fu terminato il 16 novembre 1584 e la torre fu terminata il 10 dicembre. Il sovrintendente Don Tagliacarne inviò una lettera di fine lavori al governatore; il costo dei lavori di costruzione assommò a 9.311 lire genovesi, somma interamente rimborsata dagli agenti del tesoro del Banco di San Giorgio il 6 febbraio 1585. La tassa sul diritto di ancoraggio nei pressi della torre permetté al Banco di San Giorgio di recuperare completamente la spesa.

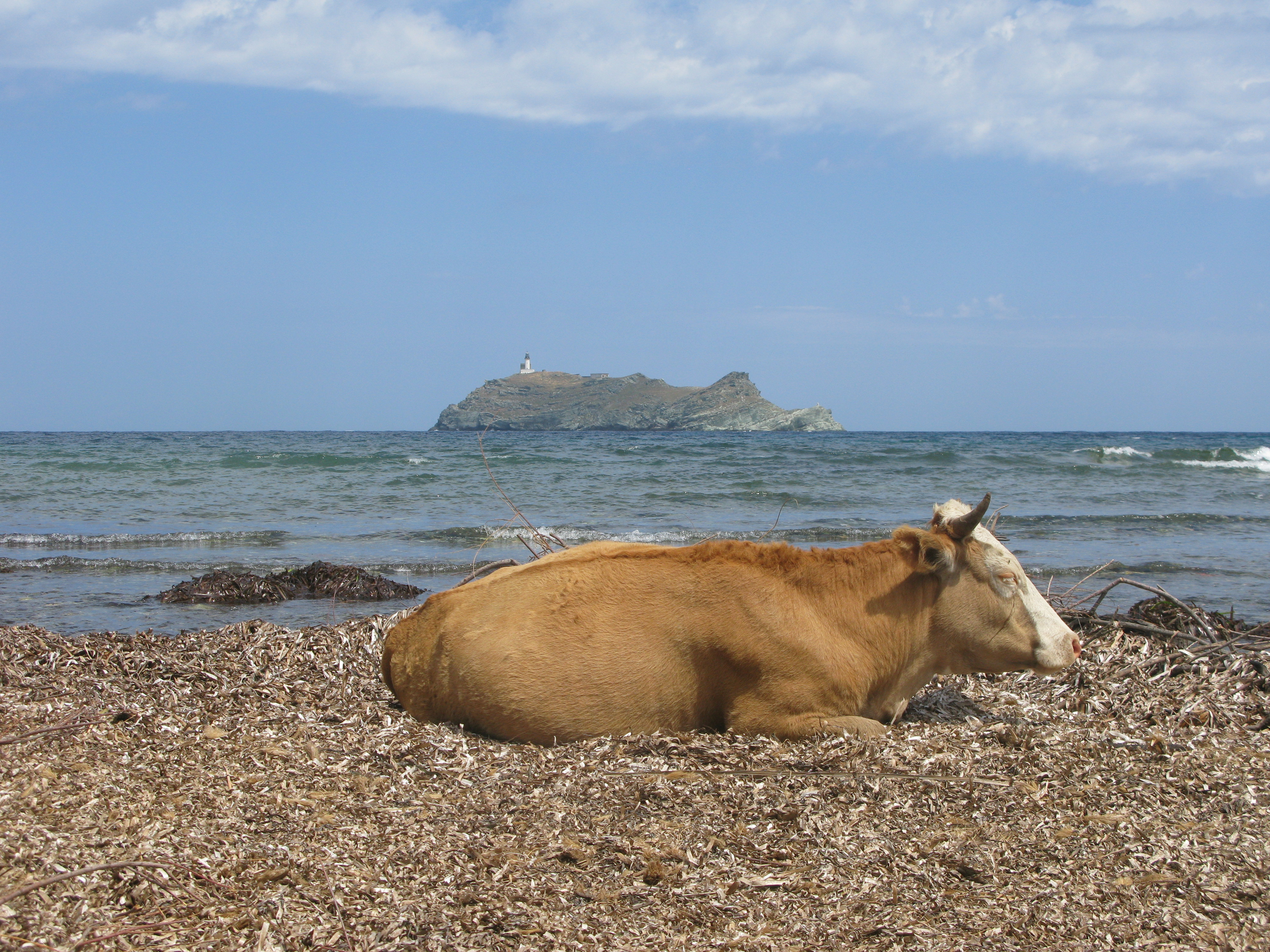
Giraglia vista della spiaggia di Barcaggio.

La torre è un edificio di forma quadrata di proprietà del Conservatoire du Littoral ed è in buono stato di conservazione. Ha tre piani, come tutte le torri genovesi della Corsica e sulla sommità della torre c'è una terrazza circondata da feritoie con una guardiola.
Dal 1500 al 1700, la guarnigione della torre era composta da un capo, tre soldati e almeno una bombarda e da una persona che trasportava i viveri dalla Corsica. I soldati erano capocorsini o di Bastia. Il ruolo di capitano fu coperto dai membri della famiglia De Urbanis a partire dal 1720.

## Faro

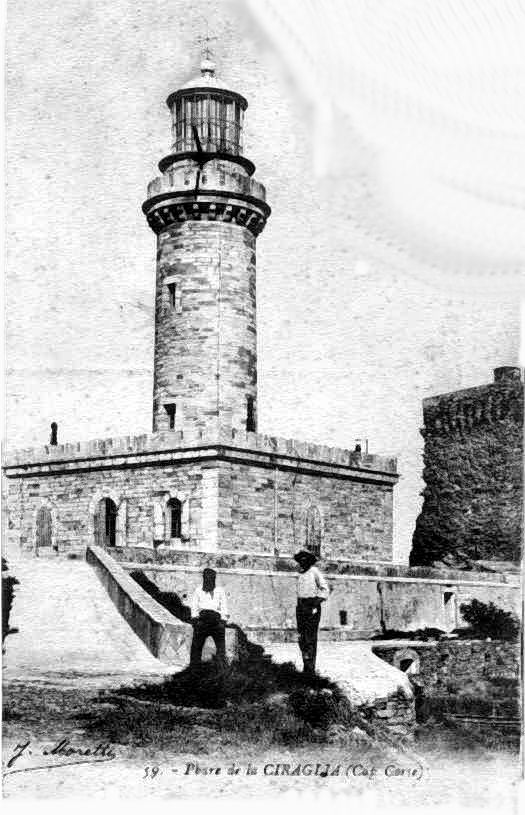
Il faro in una cartolina di inizio Novecento

Con la legge del 14 maggio 1837, il ministero dei lavori pubblici francese decide di costruzione di diversi fari in Corsica. Nella primavera del 1838, una commissione presidiata dal capitano di vascello Decoffre scelse di costruire cinque fari intorno all'isola: sulle isole Sanguinarie, a Capo Pertusato, alla Chiappa di Porto-Vecchio, e a Revellata presso Calvi e sulla Giraglia.
La scelta della Giraglia a causa di essere nel punto cruciale dei trasporti marittimini tra il nord del mar Mediterraneo e il mar Tirreno. I lavori di costruzione del faro della Giraglia cominciarono nel 1838 dopo l'approvazione del progetto di Léonce Reynaud. Per costruire il faro sul punto culminante dell'isola (66 m), i materiali e gli operai furono portati da Bastia e poi trasportati con gli asini fino al punto di costruzione. il 1º gennaio 1848, dopo dieci anni di lavoro, inizia a funzionare con una luce bianca ogni 30 secondi, sulla torre cilindrica di 22,20 m di altezza. Il 10 settembre 1904, la luce cambia da una frequenza di 30 secondi a 5 secondi.
Tuttora il faro è automatizzato e telecontrollato da Bastia, e non è visitabile. 
Il faro è visibile fino a Capraia e all'isola d'Elba. Dipende dalla Marine nationale.
- Codice attuale: GL
- Frequenza: 305,0 kHz
- Potenza: 150 W (lampada alogena metallica)
- Portata: 26 miglia marine (48,152 km)

## Sport

### Regate
La Giraglia Loro Piana Cup è una gara organizzata dallo Yacht Club Italiano in collaborazione con il Yacht Club de France. Nata nel 1953, è il più vecchio trofeo di barca a vela italiano mai interrotto dalla sua nascita. Per molti anni fu l'unica regata nel mar Mediterraneo.
Il percorso odierno parte dal porto di Saint-Tropez, passa da Giraglia e arriva a Genova, dopo 243 miglia marine (450 km circa).
Il record di percorrenza è stato stabilito nel 2012 dal maxi yacht dell'armatore Igor Simic sul maxi Esimit Europa 2 (ex Alfa Romeo),  con il tempo di 14 ore, 56 minuti e 16 secondi.
La ”151 miglia" altra regata che parte da Livorno passa in fronte alla Maria di Pisa per poi passare per l'isola della Giraglia, formiche di Grosseto e arrivo a Punta Ala

### Rally
La Ronde de la Giraglia è un rally automobilistico che si tiene dal 1971 tra Capo Corso e il Nebbio.